# نجع حامد
نجع حامد قرية تابعة لمركز ساقلتة في محافظة سوهاج في جمهورية مصر العربية. تتكون من عدة عائلات  هم أل محمود  و ال الحدقيه وال ناصر وال فزاع والشقاروة  وال القرد والقاوية  يعد نجع حامد من أكبر نجوع مركز ساقلتة  ومن اهم المناطق في قرية سفلاق يوجد بنجع حامد  مستشفي نجع حامد  وايضا مدرسة الازهر الابتدائي ومدرسة حكومي خاصة بالمرحلة الابتدائية   وايضا مسجد نجع حامد الكبير يعد اكبر مسجد علي مستوي مركز ساقلتة 
ايضا يوجد وحدة البريد التابعة لهيئة البريد المصري 
من اعلام نجع حامد   
١- عبد الروف احمد عبدربة [شيخ البلد  ] 
٢-احمد الدهشور  امام وخطيب مسجد نجع حامد رحمة الله عليه  من اشهر المصلحين في هذا النجع وله دور فعال في انشاء وحدة البريد الخاصة بالنجع 
وايضا تحديث وترميم مسجد نجع حامد  
بالاضافة  الي جميع افراد النجع من الشباب والصبيان والاباء كلنا في هذا البلد اخوة متحابين في الله